# Cellebroedersklooster (Brussel)

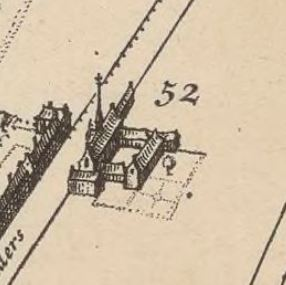
Het klooster op een stadsplan uit 1695

Het voormalige cellebroedersklooster van Brussel gaat terug op een godshuis dat in 1368 werd gesticht. In 1462 werd het een klooster, dat tot 1796 bleef bestaan.

## Geschiedenis
Nadat de cellebroers zich onderscheiden hadden in de pestepidemie van 1348-50, vooral in Mechelen, werden ze ook elders uitgenodigd. Ze verzorgden zieken en geesteszieken, en begroeven rijke en arme doden. In Brussel zijn ze voor het eerst vermeld in 1364 (een akte heeft het over cellebroeders die men heet breetbogarde). Jan Collay, de fabrieksmeester van de Kapellekerk, schonk hun in 1368 een terrein tussen de Accolaystraat en de Cellebroersstraat. Het lag net buiten de eerste stadsmuur. Op de gedempte Drogeheergracht tegenover de cellebroers vestigde de Kleine Voetboog van Sint-Joris haar oefenterrein.
De cellebroers waren aanvankelijk lekenbroeders die een eenvoudige gelofte aflegden en het gemeenschapsleven binnen de perken hielden. Ze waren met twaalf toen ze op 14 oktober 1462 overgingen van de derde orde franciscanen naar de augustijnenorde. Voortaan legden de broeders plechtige geloften af en kenden ze een kloosterleven. Ze bouwden een kapel die zes spitsramen had langs de Cellebroersstraat. Het kapittel van Sint Goedele gaf hen in 1482 toelating om missen te vieren en een klokkentoren te hebben. De klokkenkwestie was terug aan de orde in een overeenkomst van 1524 met de Kapelleproosdij, die ook toelating voor een kerkhof omvatte. De kapel van de cellebroers bezat een fraai schilderij van Gaspar de Crayer over de heremieten Paulus van Thebe en Antonius van Egypte. In het refectorium hing werk van Maximilien De Haese.
In 1789/90 moesten de cellebroers een deel van hun complex afstaan voor een staatsgevangenis en in 1791/92 een ander deel voor een verbeteringsgesticht. Hun verdwijnen werd in 1796 definitief bezegeld toen het Franse bestuur het resterende klooster ophief. Ze verlieten het op 26 november.

## Na de cellebroers
Het pand van de cellebroers bleef een plek voor zorg. In 1803 kwam er een godshuis voor bejaarde mannen. Die werden in 1826 overgebracht naar het Groot Godshuis, terwijl het cellebroersklooster grondig verbouwd werd om er de vrouwenhuizen van de stad in samen te brengen. Architect Hendrik Partoes tekende twee neoklassieke gevels aan de Accolaystraat en de Cellebroersstraat. Rond twee binnenpleinen behield hij een kloosterpandvleugel en twee tuinvleugels uit de 16e en 18e eeuw, zij het vanbinnen heringedeeld. De kapel werd afgebroken. De Vereenigde Godshuizen openden in 1830 en vervingen een twintigtal instellingen voor bejaarde vrouwen (o.m. uit het Groot Begijnhof, het Twaalfapostelengodshuis, het Calvariegodshuis, het Sint-Christoffelgodshuis). Op de gevel is nog steeds het opschrift te lezen: Hospitia XX in Uno - MDCCCXXX. Ook de namen van de nobele sponsors werden aangegeven.
In 1975 werd aan de westzijde het vroegere kloosterpand gesloopt voor een nieuwbouw. Het oostelijk deel werd gerenoveerd in 1988, waarbij de laatste poorttravee sneuvelde. Enkel aan de gedichte rondboogarcaden is het klooster van de cellebroers nog af te lezen.

## Voetnoten
1. ↑  Straatnaam voor het eerst vernoemd in 1599
2. ↑  Paus Pius II had dit in 1459 mogelijk gemaakt.
3. ↑  Tegenwoordig in de KMSKB, zie https://balat.kikirpa.be/object/20024982